# Убукун (селище)
Убукун (рос. Убукун) — селище залізничної станції Селенгинського району, Бурятії Росії. Входить до складу Сільського поселення Нижньоубукунське.
Населення —  67 осіб (2015 рік). 